# Àrea de Radiodifusió Europea

Mapa que mostra la Zona de Radiodifusió Europea en vermell

El Àrea de Radiodifusió Europea està definida per la Unió Internacional de Telecomunicacions com:
L'"Àrea de Radiodifusió Europea" està limitada a l'oest pel límit occidental de la Regió 1, a l'est pel meridià 40° Est respecte al de Greenwich i al sud pel paral·lel 30° Nord que inclou la part nord de Aràbia Saudita i la part dels països que voregen amb el mediterrani dins d'aquests límits. Addicionalment, Armènia, l'Azerbaidjan, Geòrgia i les parts dels territoris de l'Iraq, Jordània, República Àrab Síria, Turquia i Ucraïna, situades fora dels límits a dalt, estan inclosos a l'Àrea de Radiodifusió Europea.
L'Àrea de Radiodifusió Europea inclou territori fora de Europa i exclou territori que és part d'Europa. El Kazakhstan Occidental està parcialment localitzat a Europa, però està fora de l'Àrea de Radiodifusió Europea.
Els límits de l'Àrea de Radiodifusió Europea tenen el seu origen a les regions ateses i unides per cables de telègraf en el segle XIX i principis del xx. L'Àrea de Radiodifusió Europea és part de la definició d'elegibilitat com a membre actiu de la Unió Europea de Radiodifusió i per tant, de la participació al Festival de la Cançó d'Eurovisió.

## Llista de països dins de l'Àrea
- Albània
- Alemanya
- Andorra
- Aràbia Saudita
- Algèria
- Armènia
- Àustria
- Azerbaidjan
- Bèlgica
- Belarús
- Bòsnia i Hercegovina
- Bulgària
- Ciutat del Vaticà
- Croàcia
- Dinamarca
- Egipte
- Eslovàquia
- Eslovènia
- Espanya
- Estònia
- Finlàndia
- França
- Geòrgia
- Grècia
- Hongria
- Iraq
- Irlanda
- Islàndia
- Israel*
- Itàlia
- Jordània
- Kosovo*
- Letònia
- Líban
- Líbia
- Liechtenstein
- Lituània
- Luxemburg
- Macedònia del Nord
- República de Malta
- Marroc
- Moldàvia
- Mònaco
- Montenegro
- Noruega
- Països Baixos
- Palestina*
- Polònia
- Portugal
- Regne Unit
- República Txeca
- Romania
- Rússia
- San Marino
- Sèrbia
- Síria
- Suècia
- Suïssa
- Tunísia
- Turquia
- Ucraïna
- Xipre

Amb asterisc, Estats parcialment reconeguts.
A més, les següents regions es troben dins de l'Àrea de Radiodifusió Europea, però no són habitualment considerats part de l'àrea perquè no estan reconeguts com a Estat per la majoria dels països. En el seu lloc, els seus drets i deures els exerceix en el seu nom l'Estat del que nominalment en formen part:
- Abkhàzia, (Geòrgia).
- Ossètia del Sud, (Geòrgia).
- República d'Artsakh, (Azerbaidjan).
- República Turca de Xipre del Nord, (Xipre).
- Transnístria, (Moldàvia).